# Playgirl
Playgirl je americký časopis, založený v 70. letech 20. století, který historicky obsahoval fotografie nahých a polonahých mužů spolu s články na obecná témata, o životním stylu a celebritách, stejně jako originální beletrii. Většinu své historie vycházel měsíčně a byl zaměřen především na ženy, přesto si časopis získal významnou čtenářskou základnu mezi homosexuálními muži.

## Historie
Magazín vznikl v roce 1973, kdy v USA sílilo feministické hnutí a chtělo si vytvořit vlastní alternativu k erotickým časopisům, které se orientovaly především na mužské čtenáře. V letech 1973 až 2016 vycházel v tištěné podobě, od roku 2022 funguje v elektronické podobě.
V roce 1995 nafotil akty pro časopis americký hudebník Peter Steele. V roce 2011 nabídli vydavatelé časopisu britským princům Williamovi a Harrymu půl milionu amerických dolarů za nafocení aktů.